# Municipio de Felton
El municipio de Felton (en inglés: Felton Township) es un municipio ubicado en el condado de Clay en el estado estadounidense de Minnesota. En el año 2010 tenía una población de 86 habitantes y una densidad poblacional de 0,94 personas por km².

## Geografía
El municipio de Felton se encuentra ubicado en las coordenadas 47°6′31″N 96°30′0″O / 47.10861, -96.50000. Según la Oficina del Censo de los Estados Unidos, el municipio tiene una superficie total de 91.23 km², de la cual 91,23 km² corresponden a tierra firme y (0 %) 0 km² es agua.

## Demografía
Según el censo de 2010, había 86 personas residiendo en el municipio de Felton. La densidad de población era de 0,94 hab./km². De los 86 habitantes, el municipio de Felton estaba compuesto por el 94,19 % blancos y el 5,81 % eran de una mezcla de razas. Del total de la población el 2,33 % eran hispanos o latinos de cualquier raza.